# Bono (Boyolangu)
Bono is een bestuurslaag in het regentschap Tulungagung van de provincie Oost-Java, Indonesië. Bono telt 4485 inwoners (volkstelling 2010).